# Sharon Shason
Sharon Shason (in ebraico שרון ששון‎?; Tel Aviv, 16 marzo 1979) è un ex cestista israeliano.

## Carriera
Con Israele ha disputato i Campionati europei del 2005.

## Palmarès
- Campionato israeliano: 2

Maccabi Tel Aviv: 2005-06, 2006-07
- Coppa di Israele: 2

Maccabi Tel Aviv: 2005-06
Hapoel Gerusalemme: 2007-08
- Coppa di Lega israeliana: 2

Hapoel Gerusalemme: 2008, 2009